# Giovanni Lamanna
Giovanni Lamanna est un physicien franco-italien né en 1971 à Bari (Italie). Il est directeur de recherche au CNRS, directeur du Laboratoire d'Annecy de Physique des Particules (LAPP), et dirige ESCAPE – le Cluster Scientifique d’Infrastructures de Recherche Européennes ESFRI en physique des particules et astrophysique.
Ses recherches se situent aux interfaces entre la physique des particules et l'astrophysique, sur des sujets fondamentaux tels que la recherche de la matière noire, le problème de l'asymétrie matière-antimatière, l'origine des rayons cosmiques et les phénomènes de haute énergie dans l'Univers. Ses activités expérimentales concernent le développement d'instruments de recherche avancés dans les domaines de la mécanique, la mécatronique, l’informatique et de méthodes de traitement des données.

## Biographie
Giovanni Lamanna est né à Bari et est diplômé de l'Université de Bari en 1997 avec un diplôme en physique au sein du Département de physique et de la section INFN locale. Il obtient son doctorat en physique sub-nucléaire expérimentale de l'Université de Pérouse en février 2001. Il obtient son HDR (Habilitation à diriger des recherches) en France en 2009.   

### Études et carrière scientifique
Giovanni Lamanna termine ses études universitaires en physique à l'université de Bari, en Italie, avec une thèse sur le développement de détecteurs de particules RPC (Resistive Plate Chambers) pour l'expérience CMS (Compact Muon Solenoid) au Grand Collisionneur de Hadrons (LHC) du CERN. Il prolonge ses recherches au CERN entre 1995 et 2001 où il s’intéresse à la prospective de qualifier pour l’espace et mettre en orbite des détecteurs de particules à semi-conducteurs, il rejoint la collaboration internationale AMS (Alpha Magnetic Spectrometer) et participe à la mission spatiale AMS-01 à bord de la navette spatiale Discovery de la NASA. Au sein de l’équipe CERN coordonné par le prix Nobel de physique Samuel Ting (directeur du projet international AMS), Giovanni Lamanna finalise une thèse de doctorat sur l'analyse des données de l'expérience AMS-01 sous la direction de Roberto Battiston, professeur de physique à l’université de Pérouse,. Toujours au CERN jusqu’en 2004, il continue ses recherches postdoctorales et assure la coordination d'un groupe de travail de physique au sein de la collaboration internationale AMS-02 pour la préparation de la nouvelle expérience qui sera installée sur la station spatiale internationale – ISS,.
En 2004, Giovanni Lamanna est recruté au CNRS (concours 2003) en France en tant que "Chargé de Recherche de Première Classe" .  
Entre 2004 et 2005 il rejoint l’expérience ANTARES (Astronomy with a Neutrino Telescope and Abyss environmental RESearch) au sein du laboratoire CPPM, Centre de Physique des Particules de Marseille, pour la préparation et le déploiement de la première ligne de détection sous-marine de neutrinos astrophysiques,.
Entre 2006 et 2016 il dirige au LAPP les recherches en astronomie gamma de très haute énergie au sein des collaborations internationales H.E.S.S. (High Energy Stereoscopic System) et CTA (Cherenkov Telescope Array). Il assure des analyses des données et le développement de logiciels,, pour la recherche de matière noire, et des études dans l’astrophysique du rayonnement cosmique galactique . Il dirige des développements technologiques en électronique et mécanique pour les télescopes de nouvelle génération. Il obtient son HDR en 2009 . Il réalise avec ses équipes du LAPP la construction du système de débarquement de la caméra de HESS-2 en Namibie et la construction du première télescope LST (Large-Sized Telescope) de CTA à La Palma. Une prouesse technologique pluridisciplinaire pour laquelle l’excellence du CNRS de l’équipe LAPP est mise en avant internationalement et récompensée par le Cristal collectif du CNRS en 2018,.
Entre 2010 et 2016, Giovanni Lamanna est le coordinateur international du projet "Data Management" du Consortium CTA pour la phase de pré-construction et finalisé par l'édition d'un "rapport de conception technique" dédié à l'informatique, à l'archivage des données, à l'accès aux données et au modèles de production des grands volumes de données astronomiques pour le futur observatoire CTA.
Giovanni Lamanna s’implique avec ses collaborateurs dans le domaine « science et données ». Notamment, dans des projets de développement de logiciels, analyse et calcul distribués haute performance de grands ensembles de données, Big Data, techniques d'apprentissage automatique, intelligence artificielle et modélisation des données ,.
De 2013 à 2015, Giovanni Lamanna intègre la direction de l’institut IN2P3 du CNRS sous la direction de Jacques Martino en tant que chargé de mission nationale pour le calcul et la science des données,.
De 2015 à 2019, il est responsable du programme de travail H2020 ASTERICS-OBELICS  permettant l'interopérabilité multi-messagère et la réutilisation des logiciels pour la génération, l'intégration et l'analyse des données de la physique des astroparticules.
Entre 2019 et 2023, il est le coordinateur du consortium international H2020 ESCAPE, qui s'attaque aux défis de la science ouverte, le « data-intensive research » partagés par les installations de l'ESFRI (SKA, CTA, KM3Net, EST, ELT, HL-LHC, FAIR) ainsi que d'autres infrastructures de recherche paneuropéennes (CERN, ESO, JIVE, Virgo-EGO) dans les domaines de l'astronomie et de la physique des particules.
Depuis 2018, il dirige les contributions LAPP à la prospective FCC (Future Circular Collider) du CERN au sein du projet H2020 FCCIS (2020-2024), autour des technologies des accélérateurs de particules, des interfaces entre machines et détecteurs (MDI), des études d’impacts régionaux d’innovation, d’économie et sociétaux,.  Les activités MDI, combinent des simulations, des mesures et des analyses de vibrations à l'accélérateur SuperKEK ainsi que des développements en ingénierie mécanique. En particulier, l'équipe LAPP-FCC lance un programme de R&D concernant les aimants de focalisation finale supraconducteurs à haute température (HTS).

## Direction du Laboratoire d'Annecy de Physique des Particules
Giovanni Lamanna porte le programme scientifique du Laboratoire d'Annecy de Physique des Particules depuis le 1er septembre 2015 . Pendant sa direction des résultats importants sont obtenus . Entre autres : 
- Les premières détections d'ondes gravitationnelles par le projet Virgo[38],[39] (dont la toute première découverte par LIGO-Virgo [40],[41] a été récompensée par le prix Nobel de physique en 2017) et ses phases de mise à niveau des détecteurs pour les runs d’observations O3 et O4. Le projet ET d’interféromètre de nouvelle génération démarre avec des implications de R&D technique dans sa phase préparatoire[42].
- Un engagement important dans la science du LHC au CERN (avec ATLAS pour les recherches directes de nouvelle physique, la caractérisation détaillée du boson de Higgs et l'exploration du secteur électrofaible du modèle standard et avec LHCb pour la désintégration radiative avec des canaux de photons et le développement d'algorithmes pour l'identification des particules neutres dans le déclencheur). Un soutien aux développements technologiques pour: - la mise à niveau des détecteurs: dans ATLAS pour la mise à niveau de l'acquisition en ligne et la construction du calorimètre LAr et des détecteurs de pixels ITK pour les deux phases LHC Run 3 et HL-LHC[43],[44],[45],[46],[47],[48],[49]; - la mise à niveau de la phase 1 du LHCb avec la mise en œuvre d'une architecture innovante de génie logiciel avec un outil d'intégration continue pour le développement des différents microprogrammes des cartes d'acquisition.
- Le renouvellement du programme de R&D sur les accélérateurs dans la prospective FCC du CERN[43],[50],[33].
- Le démarrage d’un programme de recherche en cosmologie observationnelle avec la participation à l'observatoire Vera C. Rubin (LSST)[43],[50],[51].
- La principale étape en astrophysique des rayons gamma avec la construction et le déploiement du premier télescope CTA (LST-1)[52] est franchie, tout en produisant des résultats scientifiques avec son précurseur H.E.S.S[43],[50],[53].
- Le soutien d’un programme de recherche intense dans la physique des neutrinos avec le déploiement du détecteur pour le démonstrateur souterrain SuperNEMO[54], de l’expérience STEREO et son exploitation scientifique[43],[50],[55]. L’avancement du projet proto-DUNE[56] au CERN et son exploitation scientifique porteront au démarrage du programme de détecteurs à dérive verticale pour le projet DUNE aux USA.

## Prises de position
Giovanni Lamanna s’engage pour la fertilisation croisée entre les grandes infrastructures de recherche pour explorer des synergies dans le cadre de leur accès et leur exploitation ainsi que dans les développements technologiques partagés. Il s' implique dans les politiques de science ouverte et de recherche basée sur la science de données FAIR, tant au niveau interne des communautés scientifiques concernées par ESCAPE (astrophysique, physique nucléaire et physique des particules),,,,, mais aussi plus largement dans un contexte pluridisciplinaire, en coordination avec les quatre autres clusters scientifiques européens (PaNOSC, SSHOC, ENVRI-Fair, EOSC-Life). Ceci dans le cadre des politiques de l’Union Européenne pour la science ouverte et en collaboration avec l’ESFRI et la Commission Européenne,.
Il s' implique pour affirmer et faire avancer le débat à propos de « Big Science, compatibilité environnementale et développement socio-économique » .
Giovanni Lamanna affirme que « l'engagement sociétal des grandes collaborations scientifiques est une question importante et à multiples facettes. Une approche unificatrice et tournée vers l'avenir est aujourd'hui nécessaire dans la phase préparatoire de tout nouveau projet de recherche. Le rôle central de la science et des chercheurs dans la société pour établir une nouvelle alliance en Europe, afin d'aborder des questions connexes mais également critiques telles que l'éducation, l'innovation, l'économie circulaire, l'efficacité énergétique, le changement climatique et la santé, est indispensable. » ,,,,.
Il s'engage pour combiner les recherches du LAPP avec les actions des collectivités territoriales locales ainsi que, notamment, en faveur du projet de futur accélérateur du CERN, le FCC, et de manière très similaire pour toutes les autres infrastructures de nouvelle génération comme ET ,,.

## Autres activités
Giovanni Lamanna à la direction du LAPP soutient la structuration du programme EUTOPIA de sensibilisation, d'éducation et d'engagement sociétal par notamment la plateforme homonyme.
Pilotant le data centre MUST du LAPP, il obtient pour MUST le label de "Plateforme CNRS", qui, à ce titre, réunit : 
- des moyens informatiques de haute technologie
- les compétences techniques de ses équipes d'exploitation, de support aux utilisateurs et d'informaticiens
- des moyens dédiés à l'expérimentation
- des capacités de formation en AI et Big Data
- l'excellence dans les domaines scientifiques concernés des chercheurs qui l'animent.

Ceci permet le démarrage du projet IDEFICS,,,.